# Pesanggrahan (Kutorejo)
Pesanggrahan is een bestuurslaag in het regentschap Mojokerto van de provincie Oost-Java, Indonesië. Pesanggrahan telt 4970 inwoners (volkstelling 2010).